# Barre Phillips
Barre Phillips (27. října 1934 – 28. prosince 2024) byl americký jazzový kontrabasista. Narodil se v San Franciscu, kde také v roce 1960 zahájil svou profesionální kariéru. O dva roky později se přestěhoval do New Yorku. Později se usadil ve Francii, kde spolupracoval například se skupinou Gong (hrál na jejím albu Magick Brother). Vedle svých aktivit v jazzové hudbě se věnuje také improvizované hudbě. Během své kariéry spolupracoval s mnoha hudebníky, mezi které patří například Eric Dolphy, Lee Konitz nebo Archie Shepp.